# Мельничка
Ме́льничка (латыш. Meļņička) — маленькая речка в Латвии, правый приток Даугавы. Исток и устье реки расположены в восточной части города Даугавпилс, в микрорайоне Ругели. Длина реки — 1,4 км.

## Гидрография
Берёт начало из заболоченного места по координатам 55°52′17″ с. ш. 26°35′16″ в. д., где перекрыта дорогой с бетонным покрытием (через дорогу устроен водопропуск) при строительстве Даугавпилсской ГЭС. Ранее исток находился в расположенных севернее Ругельских прудах по координатам 55°52′24″ с. ш. 26°35′19″ в. д.. Пересекает четыре улицы: Дундуру, Академика Графтио, Елгавас (водосточной трубой) и Нометню (под мостом). Далее течёт через луг, где устроены огороды местных жителей, и впадает в Даугаву.
В нижнем течении Мельнички по её руслу проходит граница микрорайона Ругели с микрорайонами Черепово (от места пересечения улицы Елгавас до места пересечения улицы Нометню) и Гаёк (от места пересечения улицы Нометню до устья).

### Мост через Мельничку

Мост через Мельничку в июне 2009 года

Через Мельничку, в 140 метрах выше устья, перекинут автомобильно-пешеходный мост (55°51′50″ с. ш. 26°34′26″ в. д.), по которому проходит улица Нометню. Мост построен в 1902 году из гранитных камней с использованием кирпича. Представляет собой небольшой арочный мост, на котором имеется надпись: «По распоряжению нач. 25 Дивизии Г. А. Невского строил капитан Куликовский (КО) 1902 г.».
После 2009 года у моста спилили по обочинам старые большие тополя, находившиеся в аварийном состоянии.
В 2014—2015 годах русло реки выше и ниже моста почистили, по берегам разбит парк. В 2015 году мост прошёл ремонтные работы, поправлены каменные откосы, арка свода и порталы моста. По верху моста поставлено защитное ограждение для автомобилей.